# Pandinoides militaris
Espèce
Synonymes
- Pandinus militaris Pocock, 1900

Pandinoides militaris est une espèce de scorpions de la famille des Scorpionidae.

## Distribution
Cette espèce se rencontre en Éthiopie dans la zone Borena et la région Sidama, en Somalie dans les régions de Gedo, de Jubbada Hoose, de Shabeellaha Hoose et de Shabeellaha Dhexe et au Kenya.

## Description
La femelle holotype mesure 112 mm.
Les mâles mesurent de 98,9 à 123,4 mm et les femelles de 95,4 à 111,8 mm.

## Systématique et taxinomie
Cette espèce a été décrite sous le protonyme Pandinus militaris par Pocock en 1900. Elle est placée en synonymie avec Pandinoides cavimanus par Kovařík en 2002. Elle est relevée de synonymie par Prendini en 2016.

## Publication originale
- Pocock, 1900 : « On a collection of insects and arachnids made in 1895 and 1897, by Mr C.V.A. Peel, F.Z.S., in Somaliland, with descriptions of new species. 10. General list of the scorpions of Somaliland and the Boran Country. » Proceedings of the Zoological Society of London, vol. 1900, p. 55–63 (texte intégral).